# Jason (Francavilla)
Pour les articles homonymes, voir Jason (homonymie).
Jason est une sculpture en marbre de 2,6 mètres de hauteur, réalisée par l'artiste Pietro Francavilla vers 1589-1590 et conservée depuis 2001 au musée du Bargello à Florence.

## Histoire
La statue a été commandée en 1589 par Giovan Battista Zanchini, banquier et sénateur nommé cette année-là chevalier de Saint-Etienne à Pise. L'oeuvre a été placée dans la cour de son palais, via Maggio.
Le choix, assez rare, du héros des Argonautes était certainement lié aux exploits nautiques de l'Ordre dans la lutte contre les Ottomans en Méditerranée. De plus, la Toison d'or détenue par le héros rendait hommage au fondateur des Chevaliers Cosme Ier de Médicis, tant en référence au Capricorne, choisi par le souverain comme symbole tutélaire, qu'à l'ordre de la Toison d'or avec laquelle Cosimo avait été décoré en 1546.
Avec l'extinction de la famille Zanchini, l'œuvre passa avec d'autres biens à la famille Ricasoli, qui transféra la statue d'abord au palais Ricasoli Firidolfi via Maggio, puis dans la cour du palais Ricasoli sur la Piazza Goldoni. En 2001, la sculpture fut finalement achetée par l'État italien et destinée à la terrasse du musée du Bargello.

## Description et style
Le héros est représenté debout, dans une nudité héroïque, le bras levant la Toison d'or (qui est une peau de mouton en or), dans une pose qui rend hommage au Persée de Benvenuto Cellini. Jason repose ses pieds sur un dragon à l'intérieur duquel ont été trouvés des conduits inutilisés, probablement parce que l'œuvre était conçue comme l'élément couronnant une fontaine.
D'autres modèles incontournables sont certainement le David de Michel-Ange, dans la pose et le rendu des muscles, et le Saint Georges de Donatello dans la déviation latérale de la tête, qui invite l'observateur à regarder l'œuvre sous plusieurs angles. Le rendu des détails est très précis, notamment dans le cuir souple du bélier.